# Британська геологічна служба
52°52′44″ пн. ш. 1°04′39″ зх. д. / 52.879° пн. ш. 1.0774° зх. д.
Британська геологічна служба (англ. British Geological Survey, BGS) — британська дослідницька установа, яка частково фінансується державою і має на меті поглиблення геонаукових знань про геологію Сполученого Королівства та її континентальний шельф шляхом систематичних зйомок, моніторингу та досліджень.
Штаб-квартира установи знаходиться в Кейворті, графство Ноттінгемшир (Англія). Філії розташовані в Единбурзі, Воллінгфорді, Кардіффі та Лондоні.

## Історія
Геологічну службу було засновано в 1835 році Радою з боєприпасів як Геологічну службу Великої Британії під керівництвом Генрі Де ла Беша. Це була перша в світі національна геологічна дослідницька установа. Протягом багатьох років він залишався філією Артилерійської служби. У 1965 році він був об'єднаний з Геологічним музеєм і Закордонними геологічними службами під назвою Інститут геологічних наук. 1 січня 1984 року інститут був перейменований на Британську геологічну службу (BGS), і ця назва зберігається й сьогодні. З 1835 року було 20 директорів. У 2019 році Карен Гангхой стала першою жінкою, призначеною керувти установою.
З 1860-х років установа в Шотландії діє під назвою Геологічна служба Шотландії.

## Компетенції

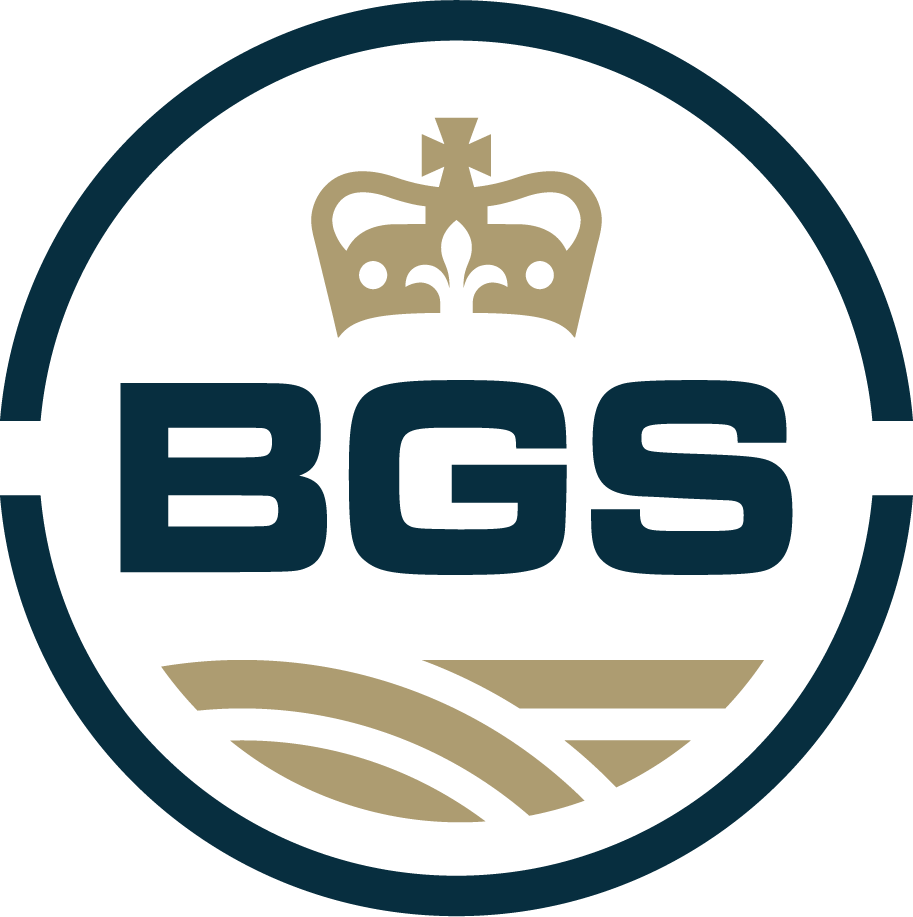
Британська геологічна служба

Британська геологічна служба консультує британський уряд з усіх аспектів геонауки, а також надає неупереджені поради з геологічних питань для громадськості, науковців і промисловості. BGS є складовою частиною UK Research and Innovation, яка «працює в партнерстві з університетами, дослідницькими організаціями, підприємствами, благодійними організаціями та урядом, щоб створити найкраще середовище для процвітання досліджень та інновацій». Основні роботи служби включають геологічні, геофізичні, геохімічні та гідрогеологічні карти, описи та відповідні цифрові бази даних. Вчені з BGS створили першу повну карту запасів підземних вод в Африці. Однією з ключових стратегічних цілей на наступне десятиліття є завершення переходу від 2-D картографування до 3-D моделювання, щоб зрозуміти «архітектуру» надр. Поточна п'ятирічна стратегія визначає чотири ключові пріоритети для BGS: «карти та моделі для 21 століття; більш безпечний перехід енергії; покращена безпека води; і життя в умовах геологічної небезпеки». BGS має річний бюджет £ 57 мільйонів, близько половини з яких надходить із державного бюджету на науку, а решта надходить із замовлених досліджень у державному та приватному секторах.

## Північна Ірландія
Геологічна служба Північної Ірландії (GSNI) є частиною Міністерства економіки Північної Ірландії (DfE). Британська геологічна служба надає персонал за контрактом з DfE для GSNI.